# Kristdemokratiska partiet (Nya Zeeland)
Kristdemokratiska partiet var ett politiskt parti i Nya Zeeland, som grundades 1995. 
I parlamentsvalet 1996 hade man valtekniskt samarbete med Nya Zeelands kristna arv under namnet Kristna koalitionen. Denna koalition misslyckades dock med att uppnå parlamentarisk representation och upplöstes året därpå.
Kristdemokratiska partiet bytte istället namn till Framtidens Nya Zeeland, som i valet 1999 fick 1,12 % av rösterna men inga mandat.
Samtal upptogs då med ett annat småparti, Enat Nya Zeeland, som hade en plats i parlamentet, och så småningom kom man överens om att gå samman till United Future New Zealand, vilket genomfördes 2003.